# Georg Jauer
Georg Jauer, nemški general, * 25. junij 1896, † 5. avgust 1971.